# Tyrus Wong

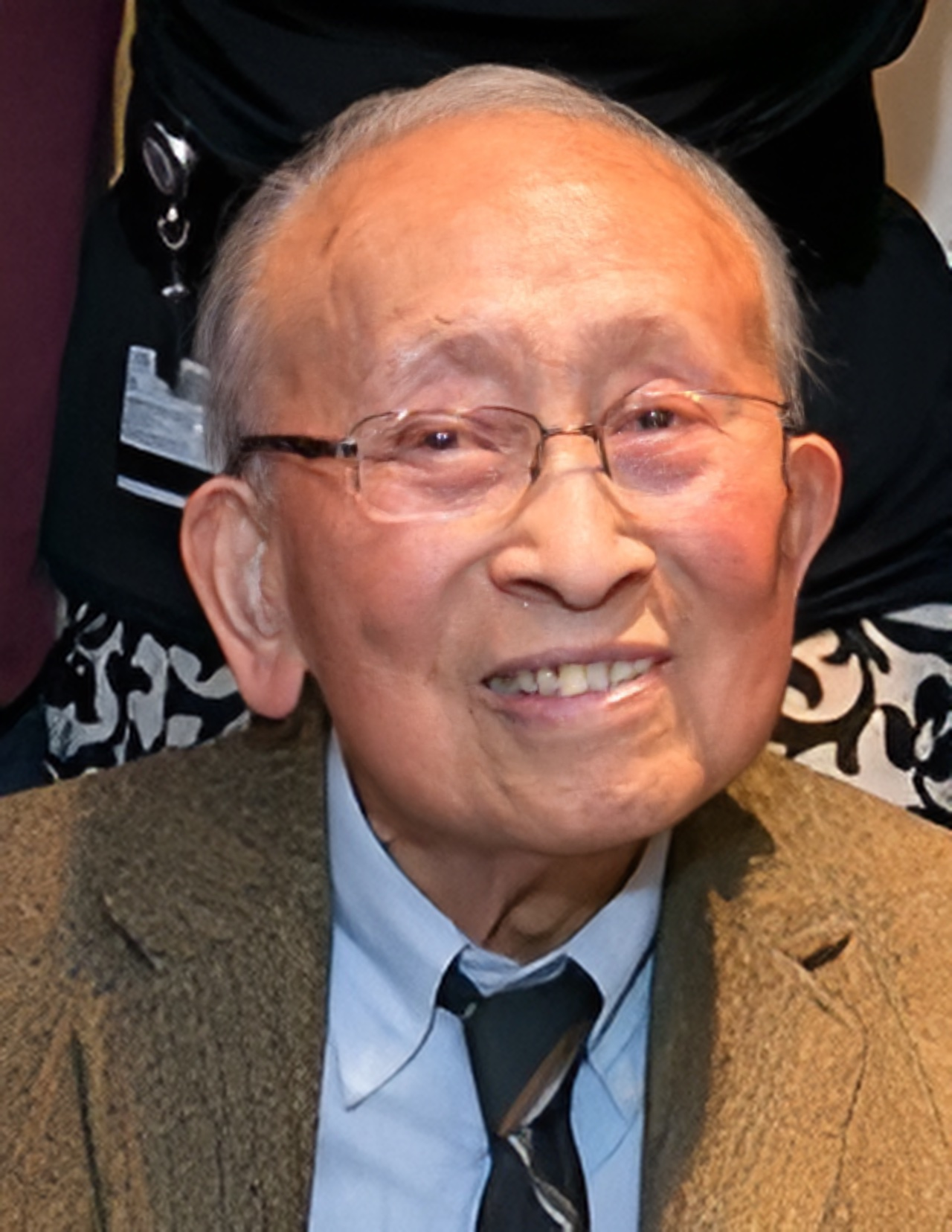
Tyrus Wong (2014)

Tyrus Wong (* 25. Oktober 1910 in Taishan; † 30. Dezember 2016 in Sunland-Tujunga, Los Angeles) war ein amerikanischer Künstler. Hauptsächlich arbeitete er als Zeichner und Lithograf für Zeichentrickfilmproduktionen von Warner Bros. und Disney. Am bekanntesten von diesen ist Bambi.

## Biographie

### Frühe Jahre
Tyrus Wong wurde als Wong Gen Yeo in einem Bauerndorf in der chinesischen Provinz Guangdong geboren; schon als Kind zeigte sich seine künstlerische Begabung, die vom Vater gefördert wurde. 1920 wanderte sein Vater mit ihm in die USA aus. Seine Mutter und seine Schwester blieben in China; Wong sah sie nie wieder. Sein Vater und er reisten unter falschen Namen, da chinesische Migranten aufgrund des Chinese Exclusion Act zu jener Zeit nicht einreisen durften. Da bei dem mit vielen Bränden verbundenen Erdbeben von San Francisco 1906 viele Meldepapiere verbrannt waren, ließ sich der erlaubte Nachzug von Angehörigen nicht mehr genau überprüfen, da viele illegal in den USA wohnhafte Chinesen angaben, sie seien dort geboren worden. Sie konnten anderen Chinesen die Einreise ermöglichen, indem sie angaben, diese seien ihre nahen Verwandten. Die Behörden versuchten dies durch strenge Befragungen zu verhindern.
Wongs Vater durfte das Sammellager auf Angel Island bald verlassen, da er Papiere hatte, die ihn als Bewohner der USA auswiesen. Gen Yeo musste dort ohne seinen Vater vier Wochen lang als einziges Kind ausharren. Nach seiner Befragung am 27. Januar 1921, die er anhand von auswendig gelernten Antworten überstand, durfte er das Lager verlassen. Sein Vater und er zogen nach Sacramento, wo ein Lehrer seinen bei der Einreise angenommenen Namen Tai Yow zu Tyrus amerikanisierte. In Sacramento besuchte Wong eine Grundschule und lebte in einem Gästehaus, während sein Vater in Los Angeles Arbeit gefunden hatte.
Nach mehr als zwei Jahren suchte Wong seinen Vater in Los Angeles, der in einem Spielcasino beschäftigt war. Vater und Sohn lebten in einer Lagerhalle unter armseligen Verhältnissen. Tyrus Wong arbeitet nach der Schule als „houseboy“ für 50 Cent täglich. Sein Vater übte mit ihm Zeichnen und Kalligrafie; dabei benutzten sie Wasserfarben und Zeitungspapier, da sie sich Tinte und Schreibpapier nicht leisten konnten. Der Vater verbot dem Sohn, Baseball zu spielen, damit er seine Finger nicht verletze.
Ein Lehrer erkannte Wongs Talent und verschaffte ihm ein Sommerstipendium am Otis College of Art and Design. Nach eigenen Angaben fand er auf der Designschule seine Berufung, nachdem er an den bisherigen Schulen ein eher mittelmäßiger Schüler war. Da er nach Ende des Stipendiums nicht zur Middle School zurückkehren wollte, schaffte es sein Vater, das Schulgeld für das Otis College zusammenzusparen, und Tyrus war zudem in der Schule als Hausmeister beschäftigt. Er war anfangs der Jüngste im College, das er 1935 mit Bestnoten abschloss. Kurz darauf starb sein Vater.
Zwischen 1936 und 1938 zeichnete Tyrus Wong im Auftrag der Works Progress Administration Bilder für Bibliotheken und öffentliche Räume. Gemeinsam mit zwei Freunden begründete Wong die Oriental Artist Group of LA, die Ausstellungen in Kalifornien organisierte. Die Gruppe bekam zudem von einem Restaurantbesitzer in der Chinatown von Los Angeles den Auftrag, die Wände des Gebäudes auszumalen. In dieser Zeit lernte Wong seine spätere Frau Ruth kennen.

### Zeichner bei Disney und Warner

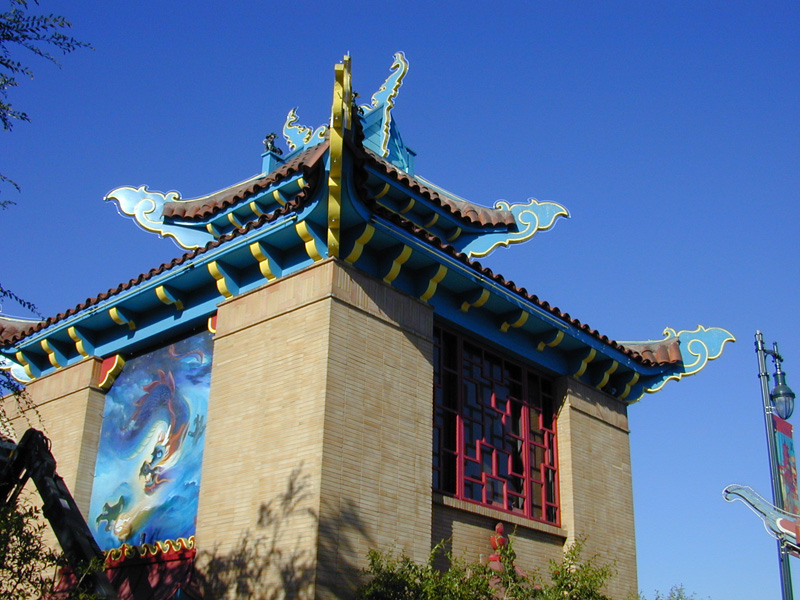
Drachengemälde von Wong in der Chinatown von Los Angeles

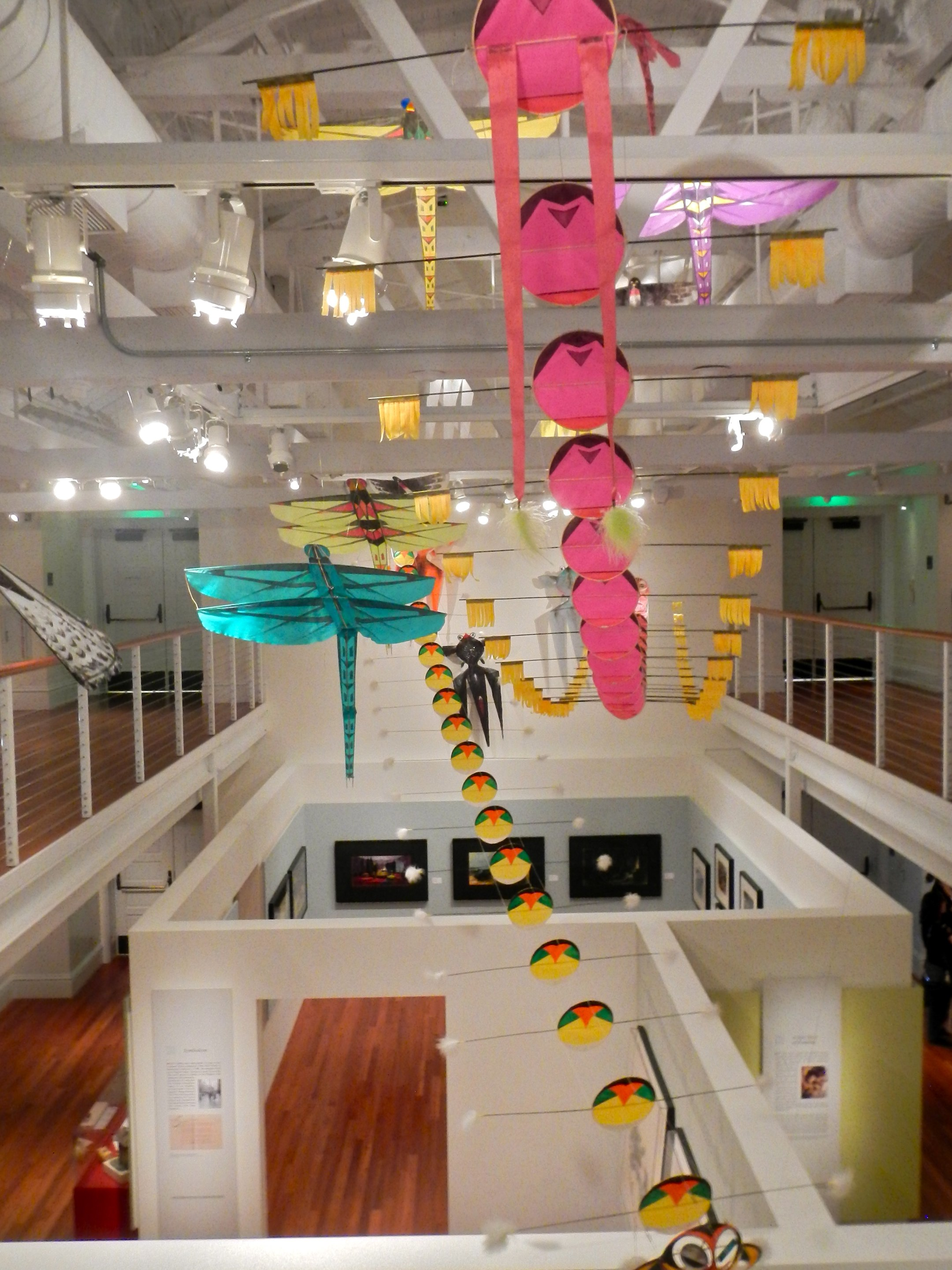
Drachen von Wong im Walt Disney Family Museum (2013)

1938 bewarb sich Tyrus Wong auf Drängen seiner Frau – er hatte inzwischen geheiratet – erfolgreich bei Disney als Zwischenzeichner für die Sequenzen von Zeichentrickfilmen. Doch das ständig sich wiederholende Zeichnen des immer gleichen Bildes mit nur geringen Veränderungen erwies sich für ihn als langweilige, anspruchslose Beschäftigung.
Eine Chance, sein Können zu beweisen, erhielt Wong, als Disney plante, den populären Roman Bambi. Eine Lebensgeschichte aus dem Walde zu verfilmen. Die Entwürfe, welche sich an vorherigen Filmen orientierten, passten nicht zu dem Thema, und Wongs Aquarelle und Zeichnungen von Landschaftsszenen begeisterten Walt Disney. Wong verlieh dem Film eine unverkennbare Handschrift: Sein einfacher Stil, der auf der chinesischen Kunst basierte, war „revolutionär“. Er wurde in den Studios als „inspirierter Zeichenkünstler“ gefördert und arbeitete in den folgenden zwei Jahren an dem Projekt, bei dem er Chefdesigner war und die anderen Mitarbeiter anleitete. 1941, ein Jahr vor der Erstaufführung von Bambi, wurde er nach einem Mitarbeiterstreik gegen ungleiche Bezahlung entlassen. Im kurz darauf erstmals aufgeführten Film Bambi wurde er daraufhin in den Credits erst weit hinten erwähnt.
1942 begann Wong, für Warner Bros. zu zeichnen. In diesem Unternehmen blieb er bis zu seiner Pensionierung 1968. Dort war er unter anderem beteiligt an Du warst unser Kamerad (1949), … denn sie wissen nicht, was sie tun (1955) und The Wild Bunch – Sie kannten kein Gesetz (1969). Auch zeichnete er Weihnachtskarten für Hallmark, von denen sich einige Exemplare über eine Million Mal verkauften. Er wurde auch an andere Studios „ausgeliehen“. In auftragsarmen Zeiten in den Studios arbeitete er auf der Ranch seines Onkels und erntete Tomaten und Spargel. 1946 wurde er Bürger der Vereinigten Staaten.
Zwischen 1944 und 1950 arbeitete Tyrus Wong abends und an den Wochenenden in der Winfield Pottery in Pasadena und bemalte in diesen Jahren 48 Teller sowie Schüsseln und eine Teekanne, die von Margaret Mears Gabriel hergestellt worden war. Er bemalte Objekte, die für den Verkauf gedacht, sowie solche, die für Freunde bestimmt waren. Die kommerziellen Teile bemalte er in dem schwarz-weißen Stil, der typisch für die Song-Periode (960–1279) ist, vor allem Pferde in Bewegung. 2004 wurden alle diese Objekte gemeinsam in der Ausstellung Mid-Century Mandarin: the Clay Canvases of Tyrus Wong des Museum of California Design gezeigt. Wong selbst zeigte sich überrascht, alle diese Keramiken über 50 Jahre, nachdem er sie selbst in den Händen gehalten hatte, zu sehen: Bei manchen Objekten könne er sich nicht einmal erinnern, diese bemalt zu haben.

### Im Ruhestand
Im Ruhestand wurde Wong ein renommierter Bastler von flugfähigen Drachen, von denen er über 200 baute, auch zur Erinnerung an seinen Vater, der ihm selbst als Kind einen Drachen geschenkt hatte. Er plante, baute und färbte sie in verschiedensten Formen in Längen bis zu 100 Fuß (ca. 30 Meter). Er ließ die Drachen selbst am Santa Monica Pier steigen: „Fresh air, beautiful view, pretty girls in bikinis – it’s great!“ kommentierte er selbst im Alter von 80 Jahren sein Hobby.
Zwischen 1980 und 1995 pflegte Tyrus Wong seine an Demenz erkrankte Ehefrau Ruth bis zu deren Tod. Er starb 2016 im Alter von 106 Jahren in seinem Haus und hinterließ drei Töchter und zwei Enkel.

## Ehrungen und Rezeption
2001 wurde Wong vom Chinese American Museum mit dem Historymakers Award und zudem als Disney Legend ausgezeichnet. Einige seiner Werke, darunter Flugdrachen, sind im Walt Disney Family Museum ausgestellt.
Das Werk von Wong wurde in zahlreichen Ausstellungen gewürdigt: Von Oktober bis Dezember 2004 zeigte das Chinese American Museum eine Retrospektive der Werke von Wong. 2006 wurde er von der Association internationale du film d’animation, des internationalen Verbandes von Animationsfilmschaffenden, mit der Annie für sein Lebenswerk geehrt.
2007 war Tyrus Wong einer von drei Illustratoren die in der Ausstellung The Art of the Motion Picture Illustrator: William B. Major, Harold Michelson and Tyrus Wong der Academy of Motion Picture Arts and Sciences’ Grand Lobby Gallery in Beverly Hills vorgestellt wurden.
Von Januar bis Mai 2012 wurde das Werk von Wong in der Ausstellung Round the Clock: Chinese American Artists Working in Los Angeles im Vincent Price Art Museum in New York vorgestellt. Als Begleitband erschien das Buch Water to Paper, Paint to Sky: The Art of Tyrus Wong, das von der Walt Disney Family Foundation Press publiziert wurde. 2015 folgte eine Retrospektive des 80-jährigen Schaffens von Wong Water to Paper, Paint to Sky: The Art of Tyrus Wong im Museum of Chinese in America in Manhattan.
Ebenfalls 2015 wurde der 77-minütige Dokumentarfilm Tyrus Wong unter der Regie von Pamela Tom produziert. Der Film wurde 2016 beim Asian World Film Festival als bester Film ausgezeichnet.
Anlässlich seines 108. Geburtstags im Jahr 2018 zeigte die Suchmaschine Google ein Doodle in Videoform zu Ehren des Künstlers und seines Werks.